# لازی‌لار
لازی‌لار (به لاتین: Lazılar) یک منطقه مسکونی در جمهوری آذربایجان است که در شهرستان تووز واقع شده‌است. لازی‌لار ۲۹۹ نفر جمعیت دارد.